# Bacchus och Ariadne
Bacchus och Ariadne är en oljemålning av den italienske renässanskonstnären Tizian. Den målades 1520–1523 och ingår sedan 1823 i National Gallerys samlingar i London. 
Den här bilden visar det laddade ögonblick då Ariadne, dotter till kung Minos av Kreta, träffar vinets gud Bacchus (i grekisk mytologi Dionysos). Hon hade blivit övergiven av sin älskade Theseus som hon hjälpt att fly ur Minotaurus labyrint. I bildens vänsterkant kan man se Thesus skepp segla bort. När hon ensam vandrar längs stränderna på den grekiska ön Naxos möter hon Bacchus och de blir genast förälskade i varandra. Här har Bacchus tagit Ariadnes krona och slungat upp den till himlavalvet där den syns som stjärnbilden Norra kronan (överst till vänster på tavlan). Senare gifte Bacchus och Ariadne sig och hon blev odödlig. 
Bacchus är vinets och extasens gud i antikens Rom och Grekland. Han är ung och välnärd, och känns igen på lager- och vinbladskransen han bär. Hans intensiva och passionerade ansiktsuttryck är en av höjdpunkterna i denna målning. Han stiger ur sin vagn som är dragen av två geparder. Den osynliga linjen av spänning över den blå himlen mellan hans ansikte och Ariadne uttrycker dramatiken i ögonblicket.  
Tizian var berömd för sin förmåga att i målningarna avbilda ögonblick som sprudlar av liv och energi av det slag som dominerar den här målningen. Han var färgens mästare under renässansen och den rika, glödande lyskraften i den här målningen speglar det passionsfyllda motivet. Scenen vimlar av gestalter, men kompositionen är väl genomtänkt. Bacchus högerhand finns i centrum där diagonalerna skär varandra. Alla rumlarna finns i nedre högra delen. En av dessa är en man som brottas med en orm, vilket är en referens till den antika skulpturen Laokoongruppen som några år tidigare (1506) hade återupptäckts i Rom. Följet leds av ett barn med bockben, en satyr som var naturväsen som var starkt förknippat med Bacchus. 
Tizians namn är inskrivet på latin på urnan (tavlans vänstra hörn). TICIANUS F[ecit], eller ”Tizian gjorde denna bild”. Han var bland de första målarna som signerade sina arbeten och han försökte aktivt höja konstnärernas sociala och intellektuella status. 
Bacchus och Ariadne ingick i en serie mytologiska verk som hertig Alfonso I av Este beställde av Tizian; de andra var Backanal på Andros och Offer till Venus. Målningarna ingick i en större utsmyckning av hertigens palats som också inkluderade verk av Giovanni Bellini och Dosso Dossi. Senare i livet skulle han måla ett antal tavlor med mytologiska motiv till Filip II av Spanien, däribland Diana och Aktaion som också är utställd på National Gallery.

## Senare användning
Målningen remixades och blev omslag till rockbandet Crash Test Dummies album God Shuffled His Feet (1993).